# Sergueï Korovine
Pour les articles homonymes, voir Korovine.
Sergueï Alekseïevitch Korovine, (1858 - 1908) était un peintre réaliste russe le frère de Konstantine Korovine. 

## Biographie

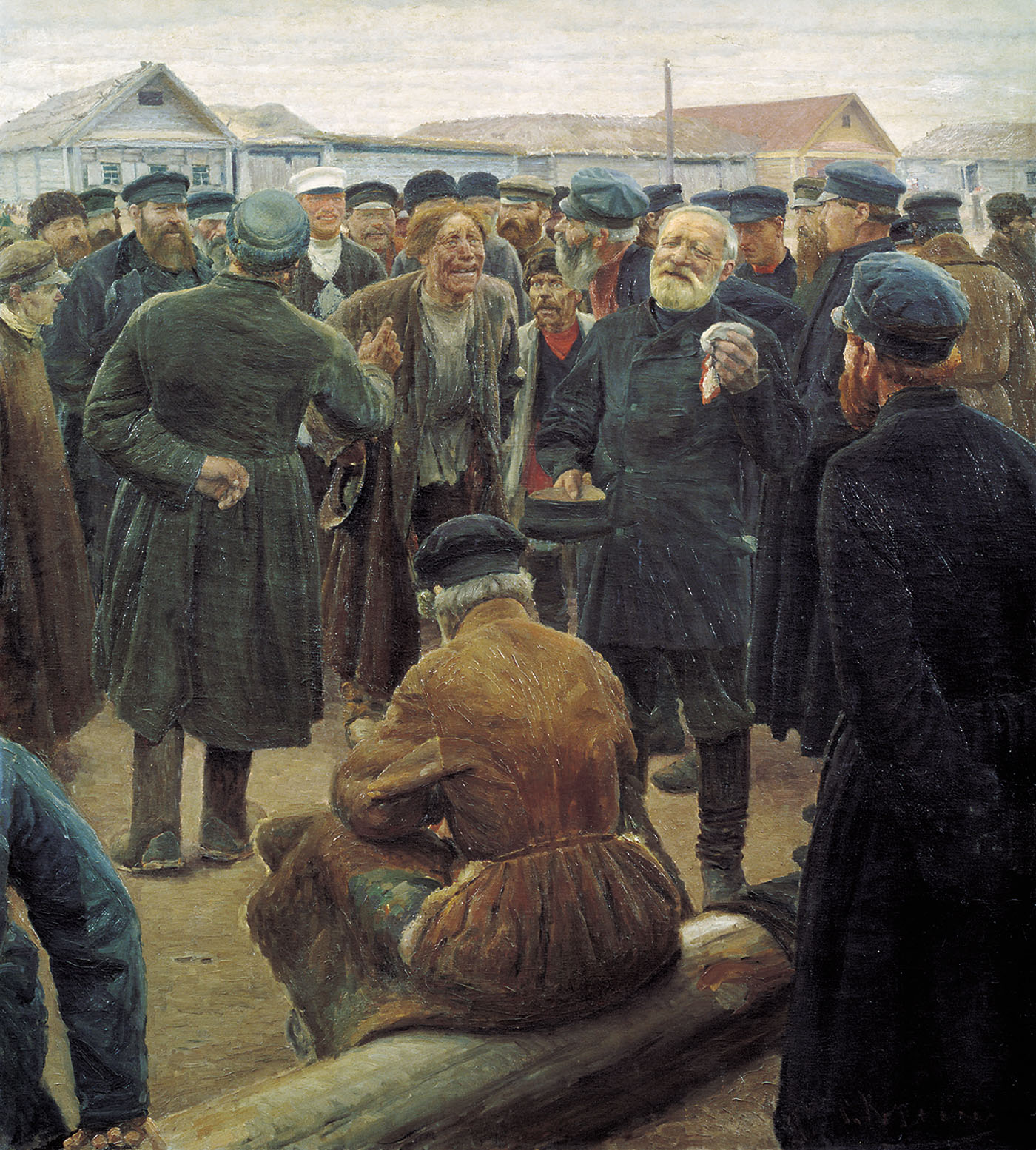
Dans le Mir (1893).

Il est né dans une riche famille marchande de vieux croyants et sa mère était de la noblesse, bien qu'ils aient été officiellement enregistrés comme « paysans » du gouvernement de Vladimir. 
De 1876 à 1886, il étudie à l'École de peinture, de sculpture et d'architecture de Moscou avec Vassili Perov, Alexeï Savrasov et Illarion Prianichnikov, un parent éloigné. De 1888 à 1894, puis de 1898 à 1907, il enseigna à l'école et fut membre de l'Union des artistes russes. Il était aussi un adepte du Peredvijniki. 
Son œuvre la plus connue est Dans le monde, 1893 , qui dépeint une réunion paroissiale qui tente de résoudre un différend entre un pauvre homme et un homme riche ; une scène liée à l'émancipation des serfs en 1861. 
À partir de la seconde moitié des années 1890, il se détourne de son approche réaliste et adopte un style sommaire plus proche de l'impressionnisme. Il avait aussi tendance à privilégier les paysages. En 1900, il fait des illustrations pour Le Manteau, de Gogol et quelques peintures décoratives, avec Konstantin, dont l'une de la bataille de Koulikovo au Musée historique d'État (1908). Il mourut subitement plus tard cette année-là, d'une insuffisance cardiaque. 
Alexandre Golovine a dit un jour que Sergueï avait beaucoup à dire, mais peu de talent ; alors que son frère Konstantin avait beaucoup de talent, mais peu à dire.

## Sources
- (en) Cet article est partiellement ou en totalité issu de l’article de Wikipédia en anglais intitulé « Sergei Korovin » (voir la liste des auteurs).